# Puig Major
Puig Major je nejvyšší vrchol španělského ostrova Mallorca (1436 metrů). Leží v pohoří Serra de Tramuntana . Jelikož se hora nachází ve vojenské zóně, nejvyšším dostupným vrcholem na ostrově je sousední Puig de Massanella (1364 m).
Nejbližší město a obec u Puig Major je Sóller, vesnice poblíž severozápadního pobřeží Mallorky.